# 마샬 네일란

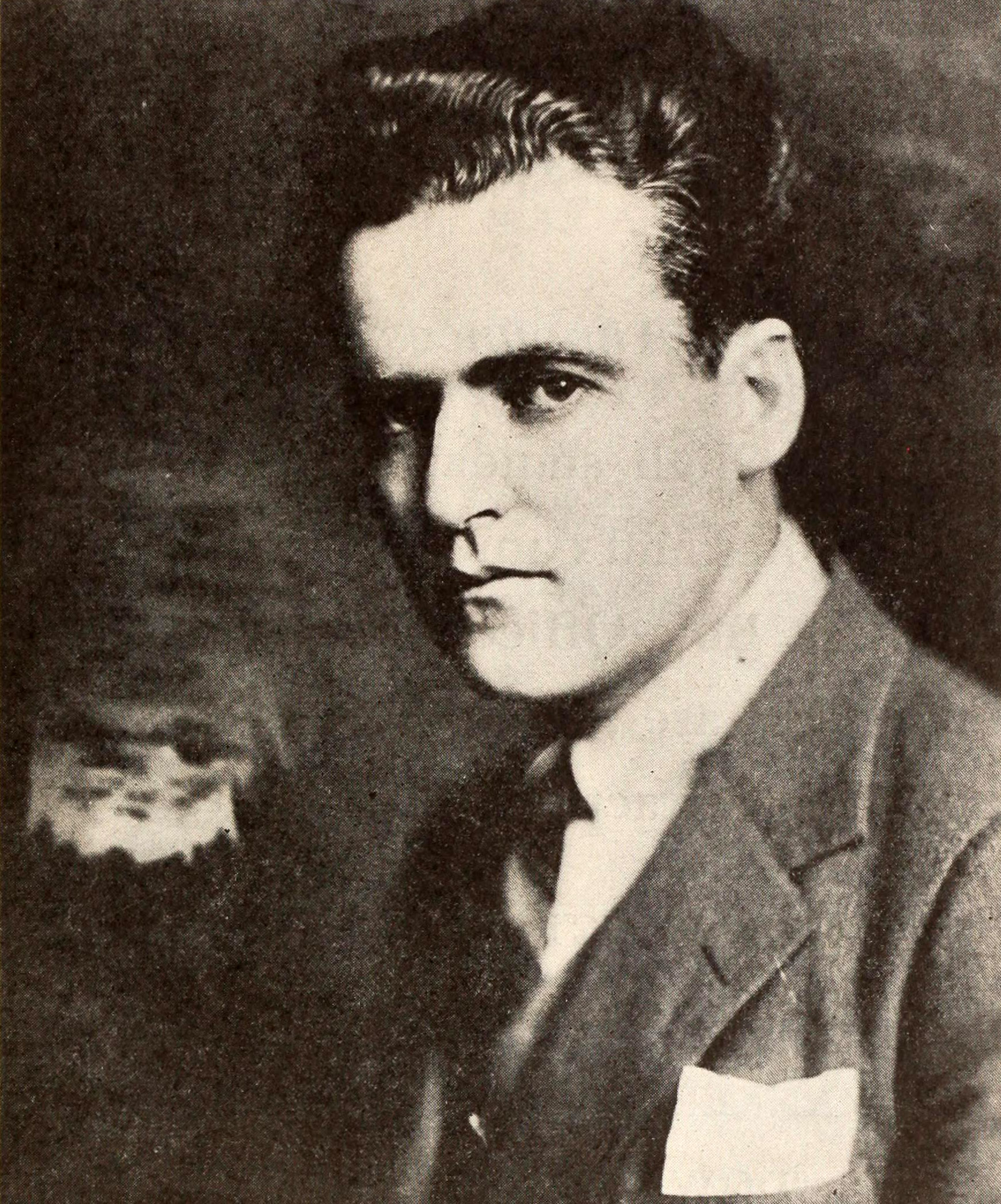

마샬 네일란(Marshall Neilan, 1891년 4월 11일 ~ 1958년 10월 27일)은 미국의 각본가, 영화 프로듀서, 영화 감독, 배우, 영화배우이다.
샌버너디노에서 태어났으며 로스앤젤레스에서 사망하였다. 사인은 식도암이다.

## 영화
- 군중 속의 얼굴 (1957년)
- 레몬 드롭 키드 (1934년)
- 지옥의 천사들 (1930년)
- 베가본드 러버 (1929년)
- 써니브룩 농장의 레베카 (1917년)